# Blecaute no Centro-Sul do Brasil em 1985
Um grande blecaute atingiu oito estados brasileiros e o Distrito Federal na tarde de terça-feira, 17 de setembro de 1985. Foi considerado o maior apagão ocorrido no Brasil, até ser superado 14 anos depois pelo blecaute de 1999.

## O blecaute
O início do blecaute se deu às 15h45min, devido à queda acidental de um elo da subestação de São Roque, interior de São Paulo, com a linha de transmissão em corrente contínua da Usina Hidrelétrica de Itaipu. Inaugurada em 1984, a usina transmitia em caráter experimental a energia gerada por três turbinas, de 700 megawatts cada. Além de São Paulo e Distrito Federal, também foram atingidos os estados do Rio de Janeiro, Minas Gerais, Mato Grosso, Mato Grosso do Sul, Goiás, Rio Grande do Sul e parte do Espírito Santo. Não houve uma paralisação contínua: o fornecimento de energia foi intermitente durante três horas.
São Paulo foi o estado mais afetado. O blecaute de três horas foi o mais longo do estado até aquele momento. A última cidade a ter sua energia restabelecida foi Taubaté, às 18h50. No Rio de Janeiro, o blecaute teve duração de 18 minutos.

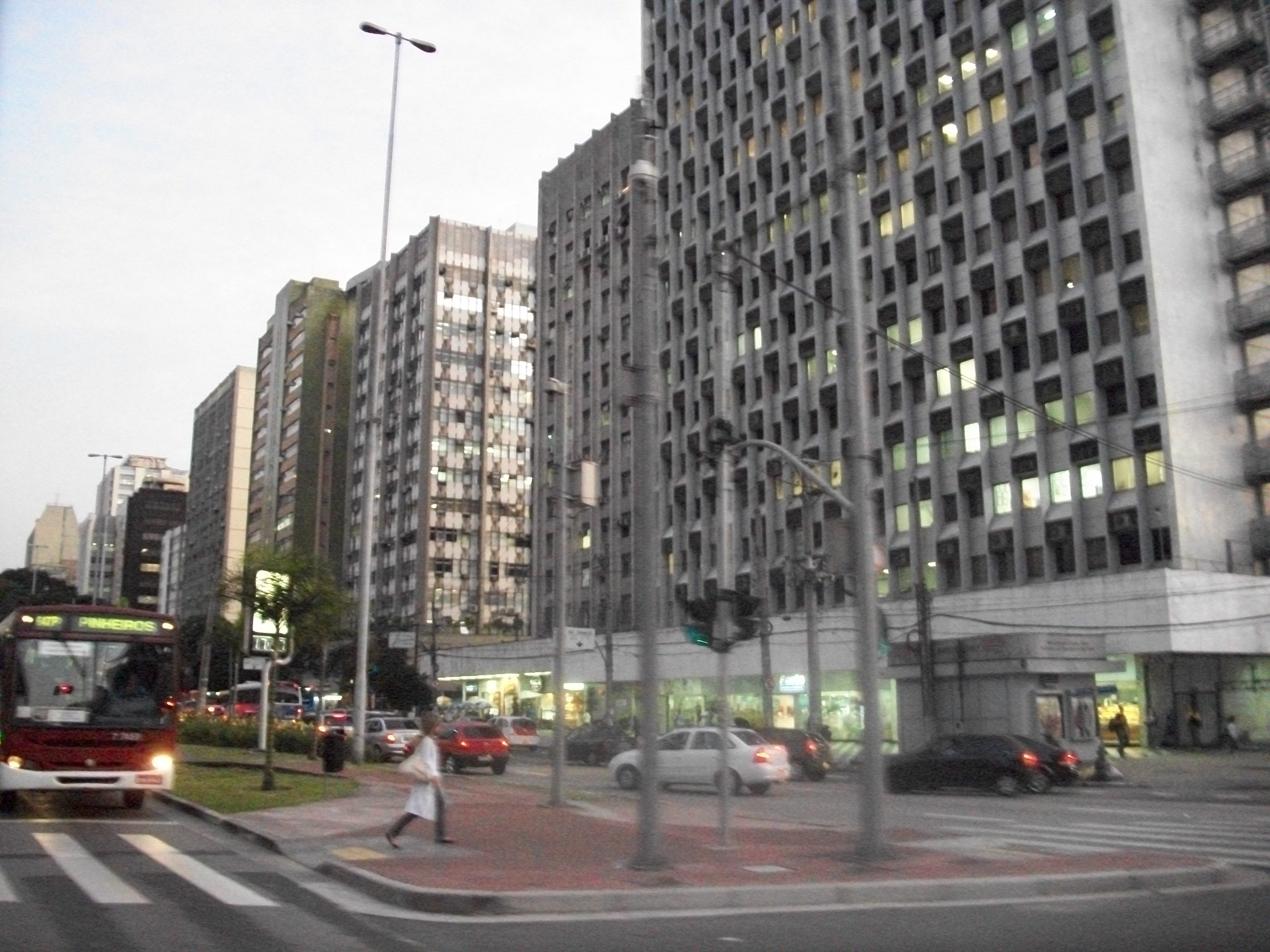
O blecaute causou congestionamento na avenida Rebouças, em São Paulo.

### Transtornos às cidades
Em São Paulo, houve caos no trânsito, comércio e indústria. Cinquenta acidentes foram provocados pela falta de energia nos semáforos e duas pessoas morreram por atropelamento. Durante o blecaute, foram registradas duas tentativas de depredação: uma às 18h na Estação Júlio Prestes, onde cerca de 20 mil pessoas foram impedidas de entrar nos trens, e outra na Estação Patriarca, da RFFSA. Algumas pedras atingiram trens que estavam vazios. Emissoras de rádio e televisão ficaram fora do ar até ligarem seus geradores próprios de energia elétrica e as informações eram desencontradas. No interior paulista, 271 cidades ficaram sem luz.

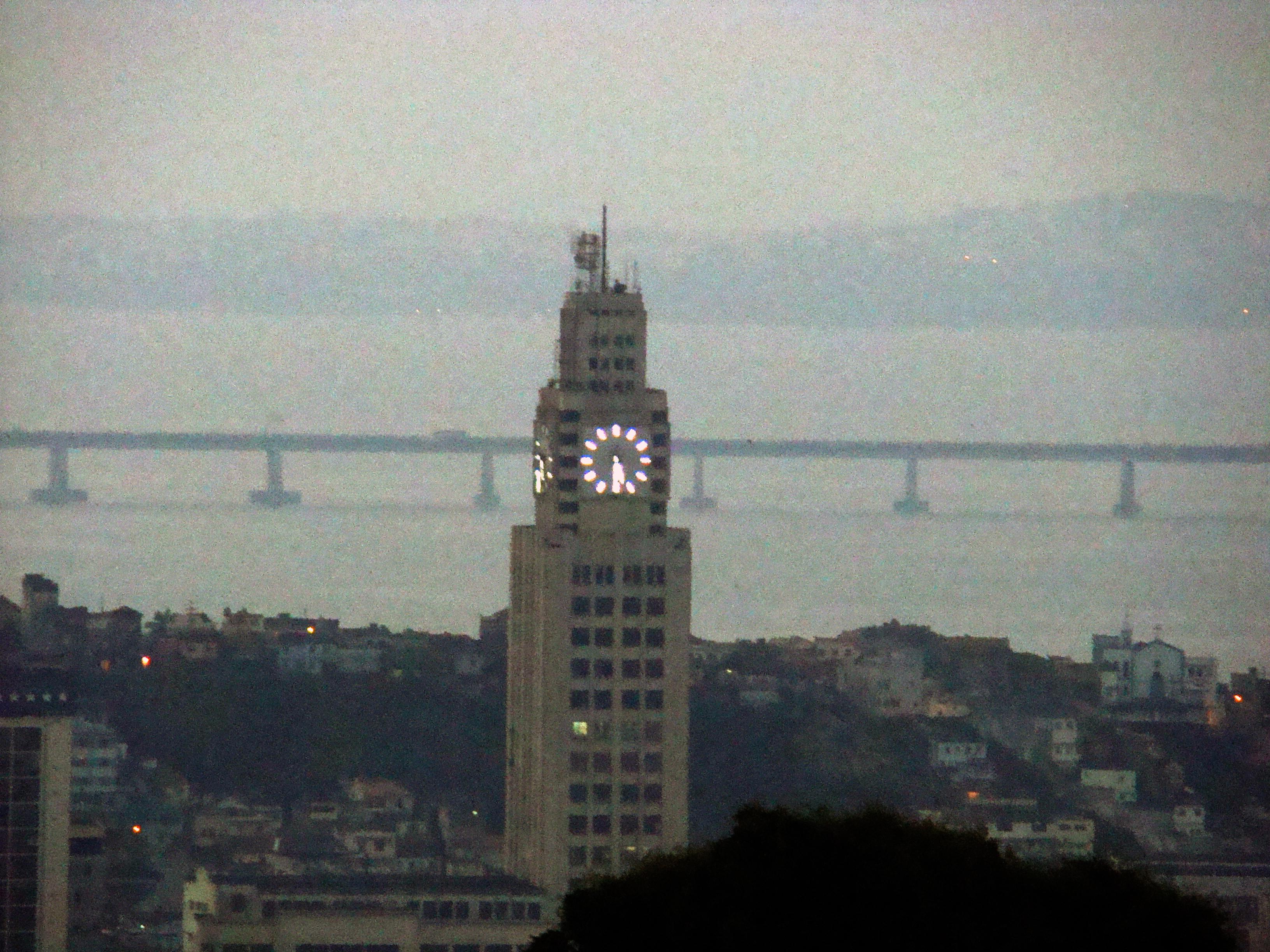
Central do Brasil ficou parada por mais de uma hora.

No Rio de Janeiro, o trânsito foi tumultuado pelo desligamento de semáforos e fechamento de túneis. Lojas funcionavam sob a iluminação de velas e lampiões e muitas pessoas ficaram presas em elevadores, dos quais foram registradas 30 chamadas de socorro ao Corpo de Bombeiros. O metrô ficou parado por 28 minutos, até às 17h. Na Central do Brasil, a demora foi de mais de uma hora. Às 17h30min, os trens voltaram a funcionar. Devido ao uso de geradores, os hospitais não foram afetados pelos transtornos. O abastecimento de água pela Cedae também foi prejudicado.
No Mato Grosso, o blecaute começou às 14h45min UTC-4, hora local de Cuiabá. O estado ficou sem energia por 24 minutos. No Mato Grosso do Sul, o apagão durou duas horas, a partir das 16h, horário de Brasília. Foram atingidas a capital Campo Grande e algumas cidades no interior do estado. Os hospitais não foram atingidos. Em Goiânia, a duração foi de 23 minutos, a partir das 16h, mas não houve grandes transtornos.
O Rio Grande do Sul sofreu desligamento generalizado de luz entre 15h40min e 15h44min devido a perturbações no sistema interligado Sul-Sudeste. 15 bairros de Porto Alegre foram atingidos pelo blecaute. Devido à baixa demanda do horário e do sistema de geração própria de energia da CEEE para o estado, não houve maiores problemas.

## Causas
O blecaute foi causado por uma sobrecarga de energia elétrica na cidade de São Roque. A sobrecarga gerou uma resposta protetora da rede, interrompendo a transmissão de energia. A interrupção provocou um efeito cascata nas hidrelétricas do rio Paranaíba, que se desligaram em seguida, causando a falta de energia em nove unidades federativas do Brasil.
Segundo especialistas, o blecaute foi provocado pela incapacidade da rede de transmitir a energia gerada por diversas usinas, que tinham uma capacidade de geração superior à capacidade da rede de transmissão. O excesso de capacidade gerou a sobrecarga, provocando o desligamento da rede de transmissão.